# 액티브 템플릿 라이브러리
액티브 템플릿 라이브러리(Active Template Library, ATL)는 마이크로소프트가 개발한 템플릿 기반 C++ 클래스들의 집합으로, 컴포넌트 오브젝트 모델(COM) 오브젝트의 프로그래밍을 단순화할 목적으로 만들어졌다. 비주얼 C++의 COM 지원을 통해 개발자들은 다양한 COM 오브젝트, OLE 자동화 서버, 액티브X 컨트롤러를 개발할 수 있다. ATL은 오브젝트 마법사가 포함되어 있어서 최소한의 손 코딩으로 빠르게 오브젝트의 주요 구조를 구성할 수 있다. COM 클라이언트 측에서 ATL은 COM 참조 카운팅을 다루는 스마트 포인터를 제공한다. 라이브러리는 큐리어슬리 리커링 템플릿 패턴(curiously recurring template pattern, CRTP)을 상당하게 사용한다.

## 역사
COM 오브젝트들은 마이크로소프트 파운데이션 클래스 라이브러리(MFC)를 사용하여 만들 수도 있지만 DLL 지원이 필요한 더 큰 바이너리를 만들어낸다. 한편 ATL은 MFC의 그래픽 사용자 인터페이스 부분이 필요하지 않은 상황에서 더 가벼운 대안이 될 수 있다.
버전 3(비주얼 스튜디오 6.0)의 뒤를 직접 잇는 ATL 버전 7(비주얼 스튜디오 2003)에서 CString과 같은 수많은 MFC 클래스들은 ATL에서 이용이 가능하게 되었는데, 두 라이브러리에 의해 공유되는 ATLMFC 공통 레이어로 이동되었다는 표현이 더 정확하다. ATL 버전 7은 또한 CLI 속성과 유사한 것을 제공하기 위해 C++의 속성들을 도입하였으나 이것들은 특히 성공적이지 못했고 ATL 버전 8(비주얼 스튜디오 2005)에서 경시되었다. 다양한 마법사들은 더 이상 기본적으로 이들을 생성하지 않는다. 버전 7은 또한 새로운 문자열 변환 클래스들을 도입하였다.
2009년 7월 28일, 마이크로소프트는 ATL을 사용하여 만든 액티브X 컨트롤이 원격 코드 실행 보안 취약점에 취약해질 수 있는 버그를 수정하기 위한 패치를 공개하였다.
비주얼 스튜디오 2013 이후로, 비주얼 C++ 2013의 ATL 코드는 정적이며, DLL을 제거한다.

## 지원 클래스
ATL은 수많은 RAI(Resource Acquisition Is Initialization) 클래스들을 포함하고 있어서 COM 타입의 관리를 단순화시킨다. 가장 일반적으로 쓰이는 클래스는 다음과 같다:
- CComPtr<T>[7] 범용 스마트 포인터,
- CComBSTR[8] BSTR 래퍼(wrapper),
- CComVariant[9] VARIANT 래퍼,
- CComSafeArray<T>[10] SAFEARRAY 래퍼.

## 컴파일러 COM 지원
공식적으로 ATL의 일부는 아니지만, 마이크로소프트 비주얼 C++은 또한 COM 타입 관리의 단순화를 위해 추가적인 C++ RAII 클래스들은 포함하고 있다. 이 컴파일러 COM 지원 클래스들은 ATL과 함께, 또는 ATL을 대신하여 사용할 수 있으며 다음을 포함한다:
- _com_ptr_t[11] COM 인터페이스 이름을 "Ptr" 접미사로 표현하는 스마트 포인터,
- _bstr_t[12] BSTR 래퍼,
- _variant_t[13] VARIANT 래퍼,
- _com_error[14] HRESULT 래퍼.

비주얼 스튜디오 2012를 기준으로, 컴파일러 COM 지원 클래스들은 SAFEARRAY 래퍼를 포함하지 않고 있다.

## 같이 보기
- ATL 서버
- C++/CX
- OLE 자동화
- 표준 템플릿 라이브러리
- 윈도우 템플릿 라이브러리
- 마이크로소프트 윈도우 SDK
- C++ 템플릿 라이브러리 목록